# Sprint Tour 2020
Sprint Tour 2020 – pierwsza edycja Sprint Tour, która odbywa się w dniach 14-17 marca 2020 na terytorium Kanady. Natomiast zawody Stanach Zjednoczonych a dokładniej w Minneapolis zostały odwołane z powodu pandemii COVID-19. Zawody zaliczane są do klasyfikacji generalnej Pucharu Świata. W zawodach nie wystartują reprezentację: Norwegii, Szwecji, Finlandii, Wielkiej Brytanii, Kanady i Włoch. Zostały w Quebecu również zostały odwołane z powodu pandemii COVID-19

## Program zawodów
| Dzień    | Miejsce     | Konkurencja                       | Początek  | Liczba uczestników |
| -------- | ----------- | --------------------------------- | --------- | ------------------ |
| 14 marca | Quebec      | Sprint stylem klasycznym kobiet   | 18:20 CET |                    |
| 14 marca | Quebec      | Sprint stylem klasycznym mężczyzn | 18:20 CET |                    |
| 15 marca | Quebec      | Sprint stylem dowolnym kobiet     | 18:15 CET |                    |
| 15 marca | Quebec      | Sprint stylem dowolnym mężczyzn   | 18:15 CET |                    |
| 17 marca | Minneapolis | Sprint stylem dowolnym kobiet     | 22:45 CET |                    |
| 17 marca | Minneapolis | Sprint stylem dowolnym mężczyzn   | 22:45 CET |                    |